# Веснянка велика
Веснянка велика (Perla marginata) — вид веснянок з родини Перліди (Perlidae).

## Таксономія
Веснянка велика — один з кількох десятків видів голарктичного роду, один з 4 видів роду у фауні України.
Вперше вид описав Джованні Скополі, давши йому назву maxima, що в перекладі значить «найбільша». Прийнята зараз назва marginata була дана Георгом Панцером і в перекладі означає «облямована».

## Поширення та чисельність
Ареал виду охоплює гірські райони майже всієї Європи. В Альпах розташування популяції досягає висоти 800 м над рівнем моря. Немає представників виду тільки на Скандинавському півострові, на Британських островах та Ісландії. В Україні вид зустрічається в Карпатах.
Чисельність виду незначна, подекуди зустрічаються ізольовані популяції з досить високою чисельністю особин.

## Морфологічні ознаки

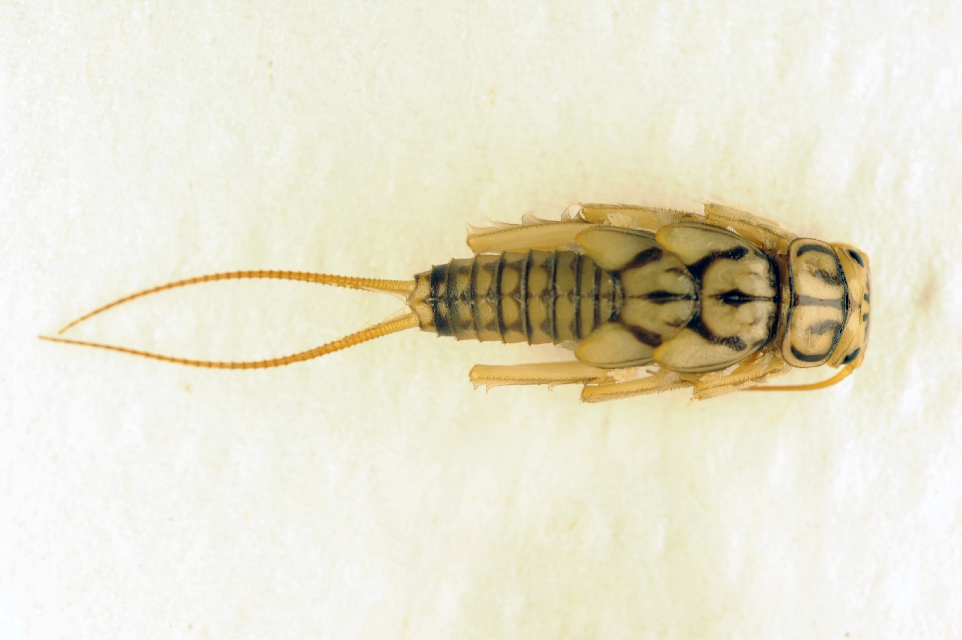
Личинка веснянки великої

Довжина тіла — 15-25 мм. Крила складаються вздовж тіла. На голові імаго між простими вічками знаходиться контрастна, темна пляма. Жовтувато-коричнева личинка вкрита темними плямками, на її ногах — товсті, яскраві щетинки. Личинка на грудях та черевці має щільні пучки зябер, за допомогою яких вона дихає у воді.

## Особливості біології

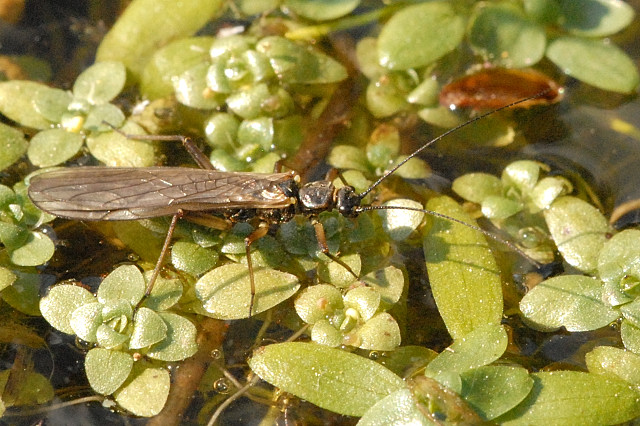
Веснянка велика

Місце перебування — вздовж берегів чистих, добре насичених киснем гірських річок і струмків, на прибережних рослинах і під камінням.
Цикл розвитку виду — однорічний. Літ імаго триває з травня по липень. Веснянка веде прихований спосіб життя. Дорослі комахи мають недорозвинені ротові органи і в цілому не харчуються. Літають удень, рідко і недовго. Майже весь час свого життя імаго знаходиться у нерухомому стані на рослинах та каміннях, що виступають з води. Самиця відкладає яйця, літаючи над поверхнею води і на короткий час занурюючи черевце у воду. Личинки веснянок розвиваються у проточній воді. Вони ховаються під камінням на прибережній мілині, підстерігаючи здобич. Личинка — хижак, харчується переважно личинками водяних комах, може напасти на жертву, яка лише трохи менше від самої личинки. Під час розвитку личинка линяє 22 рази.

## Заходи охорони
Ізольовані популяції виду охороняються у Карпатському біосферному заповіднику та Карпатському національному природному парку.
У 2-му виданні  Червоної книги України (1994) вид мав природоохоронний статус — 2 категорія. У 2009 році веснянка велика була виключена з Червоної книги України.